# Canton Giura

Logo

Il Canton Giura, ufficialmente Repubblica e cantone del Giura (in francese République et canton du Jura), è uno dei ventisei cantoni della Svizzera. È situato nella Svizzera romanda.

## Storia

### Questione giurassiana
Il re di Borgogna donò gran parte della terra che oggi costituisce il Canton Giura al vescovo di Basilea nel 999. La regione fu uno stato sovrano all'interno del Sacro Romano Impero per più di 800 anni. Dopo la Pace di Vestfalia del 1648 il Giura ebbe stretti legami con la Confederazione Svizzera. Al Congresso di Vienna il Giura venne assegnato al canton Berna. Questo atto causò dissenso. Il Giura era di lingua francese e cattolico, mentre il canton Berna era principalmente di lingua tedesca e protestante.
Nel 1947 si formò il gruppo Rassemblement jurassien, al quale nel 1952 si opposero gli antiseparatisti dell'Union des patriotes jurassiens. In seguito, i nomi diventarono Béliers ("Arieti"), rispettivamente Sangliers ("Cinghiali").
La popolazione della regione del Giura richiese l'indipendenza. Dopo una lunga lotta, la costituzione venne accettata nel 1977. Nel 1978 la divisione divenne ufficiale quando il 24 settembre il popolo svizzero votò in suo favore, e il 1º gennaio 1979 il Giura diventò il ventiseiesimo Cantone della Confederazione Svizzera. Il Giura storico era composto da 7 distretti, tuttavia solo tre accettarono la separazione dal Canton Berna, uno scelse di unirsi al Canton Basilea Campagna, mentre gli altri tre distretti scelsero di rimanere nel Canton Berna, formando così la regione francofona del Giura bernese.
Nonostante siano trascorsi molti anni, nel Canton Giura occasionalmente hanno luogo manifestazioni o veri e propri atti vandalici a sostegno della riunificazione del Giura storico. Il 18 giugno 2017 la città di Moutier vota il suo ricongiungimento al Canton Giura. Tale voto è stato in seguito annullato a causa di gravi irregolarità da parte dei separatisti, salvo poi venire riconfermato nella successiva votazione popolare del 28 marzo 2021. Tuttavia il cambiamento cantonale sarà effettivo non prima del 2026.

## Geografia fisica
Il canton Giura si trova nella Svizzera nord-occidentale. Consiste di parte della catena del Giura nella parte sud e dell'altopiano del Giura nella parte nord. L'altopiano del Giura è collinoso, quasi completamente calcareo. I distretti di Ajoie e di Franches-Montagnes si trovano in questa regione.
A nord e ad ovest del cantone si trova la Francia (dipartimenti del Doubs e Territorio di Belfort in Borgogna-Franca Contea, Alto Reno nel Grand Est). Il canton Soletta e il canton Basilea Campagna sono a est del cantone, mentre il canton Berna e, per un brevissimo tratto, il canton Neuchâtel limitano il Giura a sud. I fiumi Doubs e Birsa bagnano la regione. Il Doubs si unisce alla Saona e quindi al Rodano, mentre la Birsa è un tributario del Reno.

## Società

### Evoluzione demografica
Il territorio dell'odierno canton Giura fu caratterizzato fin dal XIX secolo da una lenta crescita demografica e da un'ampia emigrazione giovanile, che fu poco compensata dagli immigrati dalla Svizzera tedesca e dalla Germania nel XIX secolo e dall'Italia e dalla Spagna negli anni 1960. La crescita demografica fu lenta in particolare nei distretti di Porrentruy e di Franches-Montagnes, mentre in quello di Delémont era in linea con la media svizzera.

### Lingue e dialetti
Il cantone è di lingua francese, ad eccezione del comune germanofono di Ederswiler. A partire dal XIX secolo l'immigrazione dalla Svizzera tedesca comportò modifiche sul piano linguistico; gli svizzeri tedeschi giunsero infatti a rappresentare all'inizio del XX secolo un quarto della popolazione nel distretto di Delémont e un decimo della popolazione degli altri due distretti. La germanizzazione si arrestò nella seconda metà del XX secolo, quando l'uso del francese si ampliò. A partire dagli anni 1960 si costituì attraverso l'immigrazione dall'Italia una cospicua minoranza di lingua italiana.
Nelle aree francofone la popolazione locale parlava in maggioranza fino al XIX secolo il francoconteese, che è una lingua d'oïl; il Giura rappresenta quindi un'eccezione rispetto al resto della Svizzera romanda, dove la lingua tradizionale è stata il francoprovenzale. Il locale francoconteese è oggi mantenuto da alcune migliaia di abitanti, soprattutto anziani, e da varie associazioni culturali e risulta maggiormente vivo nell'Ajoie, dove all'inizio del XXI secolo era padroneggiato da circa un terzo della popolazione. Corsi di patois vennero introdotti nel sistema scolastico cantonale già negli anni 1980. Il governo federale ha riconosciuto al patois del Giura lo status di lingua minoritaria.
| Anno | Popolazione totale | Francese      | Tedesco      | Italiano    | Romancio | Altre |
| ---- | ------------------ | ------------- | ------------ | ----------- | -------- | ----- |
| 1880 | 52116              | 46257 (88,8%) | 5898 (11,3%) | 207 (0,4%)  |          | 14    |
| 1900 | 57575              | 49098 (85,3%) | 7272 (12,6%) | 1187 (2,1%) | 3        | 15    |
| 1950 | 59554              | 50517 (84,8%) | 8105 (13,6%) | 866 (1,5%)  | 17       | 49    |
| 1970 | 67325              | 55285 (82,1%) | 5723 (8,5%)  | 4506 (6,7%) | 24       | 1787  |
| 2000 | 68224              | 61376 (90,0%) | 3001 (4,4%)  | 1210 (1,8%) | 27       | 2610  |
| 2010 | 70032              | 53025         | 3833         | 2134        |          | 5581  |

### Religioni
Il cantone è tradizionalmente cattolico. Sia la Chiesa cattolica che la Chiesa evangelica riformata sono riconosciute ufficialmente dal cantone. La comunità riformata si costituì soprattutto attraverso l'immigrazione dalla Svizzera tedesca. Nel XIX secolo ebrei dall'Alsazia si stabilirono nel Giura e nel corso del XX secolo si formò una comunità musulmana, che nel 2010 contava 1330 membri. Sempre nel 2010 6616 giurassiani non si identificavano in nessuna religione.
| Anno | Popolazione totale | Cattolici | Protestanti | Cattolico-cristiani | Altri e non affiliati |
| ---- | ------------------ | --------- | ----------- | ------------------- | --------------------- |
| 1850 | 44921              | 43810     | 1010        |                     | 101                   |
| 1880 | 52116              | 48095     | 3708        |                     | 573                   |
| 1900 | 57575              | 50289     | 7063        |                     | 223                   |
| 1950 | 59554              | 48578     | 10453       | 274                 | 249                   |
| 1970 | 67325              | 56476     | 10284       | 38                  | 527                   |
| 2000 | 68224              | 51092     | 8513        | 55                  | 8564                  |
| 2010 | 70032              | 39619     | 5680        |                     | 10792                 |

## Cultura

### Istruzione

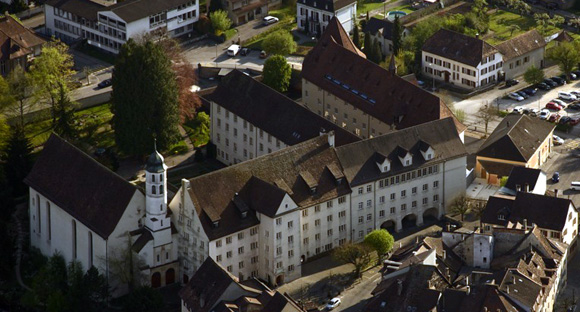
Il Liceo cantonale di Porrentruy

La scuola obbligatoria dura undici anni. Nell'ambito dell'istruzione secondaria, a Porrentruy sono situati il liceo cantonale e le scuole tecniche, mentre Delémont è sede del Centre jurassien d'enseignement et de formation, della scuola di cultura generale e dell'Ecole des métiers de la santé et du social. Nell'ambito dell'istruzione terziaria il cantone ospita un campus della Scuola universitaria professionale della Svizzera occidentale.

## Municipalità
Di seguito l'elenco dei comuni, elencate per distretto.
| - Alle - Basse-Allaine - Basse-Vendline - Boncourt - Bure - Clos du Doubs - Coeuve - Cornol - Courchavon - Courgenay - Courtedoux - Damphreux-Lugnez - Fahy - Fontenais - Grandfontaine - Haute-Ajoie - La Baroche - Porrentruy - Vendlincourt | - Boécourt - Bourrignon - Châtillon - Courchapoix - Courrendlin - Courroux - Courtételle - Delémont - Develier - Ederswiler - Haute-Sorne - Mervelier - Mettembert - Movelier - Pleigne - Rossemaison - Saulcy - Soyhières - Val Terbi | - Le Bémont - Les Bois - Les Breuleux - Les Enfers - Les Genevez - Lajoux - Montfaucon - Muriaux - Le Noirmont - Saignelégier - Saint-Brais - Soubey |

## Economia
Nel XIX secolo l'economia era dominata dal settore primario, che occupava la maggioranza della forza lavoro ed era centrato intorno all'agricoltura e all'allevamento di bovini e cavalli; tra le attività artigianali spiccavano la produzione di vasellame a Bonfol, di maiolica a Cornol, la manifattura di tabacco a Boncourt e la lavorazione della seta a Delémont e dintorni. Nello stesso secolo si svilupparono le attività metallurgiche e l'industria orologiera; quest'ultima dominò l'economia giurassiana fino alla prima metà del XX secolo. In seguito si affermarono la produzione tessile, di cicli con l'azienda Condor e di coltelli con l'azienda Wenger. Oggi è rilevante il numero di piccole e medie imprese e nell'ambito del settore terziario importante ruolo è rivestito dal settore alberghiero. Nel 2015 3077 abitanti erano impiegati nel settore primario, 15860 in quello secondario e 23134 in quello terziario. Nel 2010 5400 frontalieri dalla Francia lavoravano nel cantone. Nel 2020 i frontalieri costituivano il 19% della forza lavoro del cantone.